# Rio Chirui (Miletin)
O Rio Chirui é um rio da Romênia, afluente do Rio Putred, localizado no distrito de Botoşani.